# Mauensee
Mauensee (toponimo tedesco) è un comune svizzero di 1 543 abitanti del Canton Lucerna, nel distretto di Sursee.

## Geografia fisica

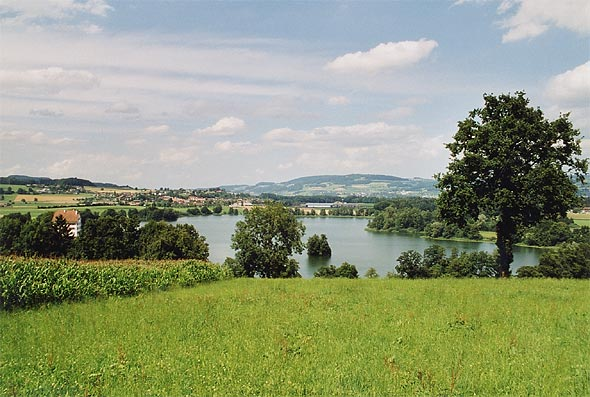
Il lago di Mauensee

Il territorio di Mauensee comprende parte dell'omonimo lago.

## Storia
Il comune di Mauensee è stato istituito nel 1816 con l'aggregazione dell'omonimo villaggio con quelli di Bognau e Kaltbach.

## Monumenti e luoghi d'interesse
- Cappella cattolica di Sant'Eligio, attestata dal 1723 e ricostruita nel 1823 e nel 1850[3];
- Castello di Mauensee, costruito su un'isola lacustre nel Medioevo e ricostruito da Michael Schnyder von Sursee nel 1605[3].

## Società

### Evoluzione demografica
L'evoluzione demografica è riportata nella seguente tabella:
Abitanti censiti

## Economia
L'economia locale si basa prevalentemente sull'agricoltura e sul settore secondario (trasformazione casearia).